# Muneji Munemura
Muneji Munemura (jap. 宗村宗ニ Munemura Muneji; ur. 1 października 1943 w Niigacie) – japoński zapaśnik walczący w stylu klasycznym. Złoty medalista olimpijski z Meksyku 1968 w kategorii 70 kg.
Zajął czwarte miejsce na mistrzostwach świata w 1965 i 1966 roku.